# Sehirus luctuosus
Sehirus luctuosus, auch Kleine Erdwanze genannt, ist eine Wanze aus der Familie der Erdwanzen (Cydnidae).

## Merkmale
Die Wanzen werden 6,2 bis 8,3 Millimeter lang. Sie sind komplett schwarz gefärbt und haben nur manchmal einen bronzenen Schimmer. Ihr zweites Fühlerglied (Pedicellus) ist deutlich blasser als die übrigen.

## Verbreitung und Lebensraum
Die Art ist von Europa bis Zentralasien verbreitet. In Mitteleuropa ist sie weit verbreitet und nicht selten. Man findet sie in den Alpen an sonnigen Hängen bis fast 2000 Meter Seehöhe. Besiedelt werden trockene und warme, offene Lebensräume, bevorzugt auf sandigen Böden und nicht selten an Ruderalstellen. In Großbritannien ist sie im Süden weit verbreitet, tritt aber nur lokal auf. Man findet sie dort vor allem auf hellen Kreideböden an offenen und temperaturbegünstigten Bereichen.

## Lebensweise
Die Tiere leben an Raublattgewächsen (Boraginaceae) wie etwa Natternköpfen (Echium), Vergissmeinnicht (Myosotis) oder Ochsenzungen (Anchusa). Sowohl adulte Tiere als auch Nymphen wurden aber auch schon unter den Rosetten von Königskerzen (Verbascum) und auf Hornkräutern (Cerastium) gefunden. Die Paarung findet Ende April und im Mai statt. Während dieser Zeit findet man die Imagines laufend und fliegend auf vielen verschiedenen Pflanzenarten. Im Mai kann man die Weibchen auch beim Bewachen ihrer Eigelege finden. Die Nymphen findet man am Boden unter den Nahrungspflanzen; nur selten auf den Pflanzen beim Saugen an den reifenden Samen. Die Nymphen treten vor allem im Juni und Juli auf, die adulten Tiere der neuen Generation ab Ende Juli oder August. Pro Jahr wird eine Generation ausgebildet.

## Belege